# Ґрінауць-Молдова
Ґрінауць-Молдова (рум. Grinăuţi-Moldova) — село в Молдові в Окницькому районі. Адміністративний центр однойменної комуни, до складу якої також входять села Ґрінауць-Рая та Редіул-Маре. На території сільської школи працює Музей хлібу.

## Відомі люди
- Ніколає Дудеу — молдовський політик

| Молдова | Це незавершена стаття з географії Молдови. Ви можете допомогти проєкту, виправивши або дописавши її. |